# برنارد ديشان
برنارد ديشان (بالفرنسية: Bernard Deschamps )‏ (و. 1932 – م) هو سياسي، من فرنسا، ولد في لوفالوا-بيري، هو عضوٌ في الحزب الشيوعي الفرنسي.

## مناصب
تولى منصب عضو الجمعية الوطنية الفرنسية، وعضو المجلس العام.